# Discovery Museum (Newcastle upon Tyne)

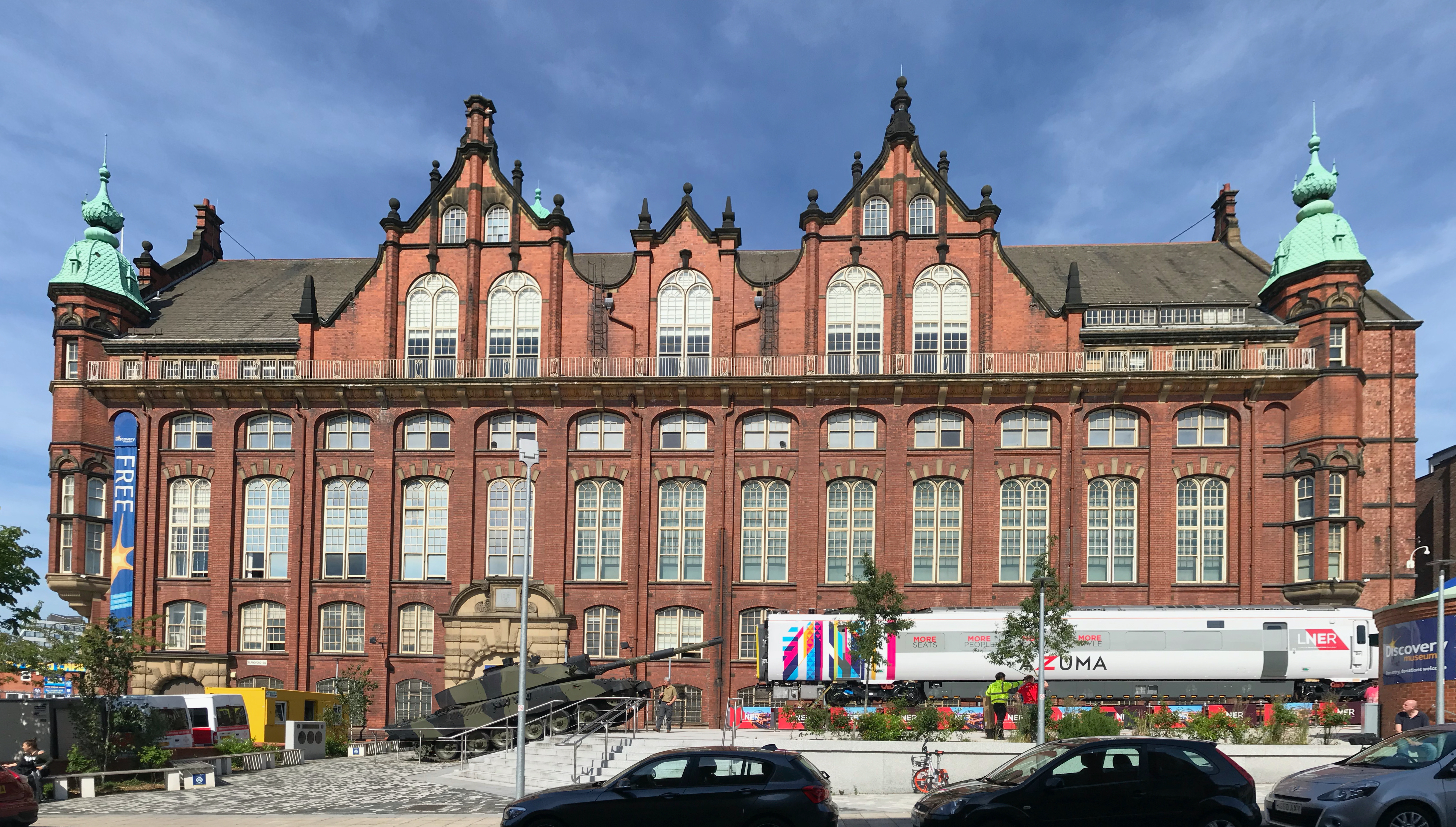

Het Discovery Museum is een wetenschapsmuseum in het Engelse Newcastle upon Tyne. In het museum wordt de industriële en technische ontwikkeling van Newcastle uit de doeken gedaan. Tot de collectie horen het Turbinia-schip uit 1894, de oudste commerciële gloeilamp en een model van Puffing Billy, de oudste nog bestaande stoomtrein.